# 運命の元カレ
『運命の元カレ』（うんめいのもとカレ、原題：What’s your number?）は、2011年のアメリカ合衆国のロマンティック・コメディ映画。原作はカリン・ボスナックの『20 Times a Lady』。
日本では劇場未公開だが、2012年10月26日にDVD・ブルーレイが発売された。

## あらすじ
OLのアリーは、20人以上の男性と肉体関係を持った女性は高確率で結婚が難しいという記事を読んで驚く。
彼女は今まで19人の男性と関係を持ったことがあり、その中から結婚しようということを思い立つのであった。

## キャスト
| 役名             | 俳優                             | 日本語吹替 |
| ---------------- | -------------------------------- | ---------- |
| アリー           | アンナ・ファリス                 | 平澤由美   |
| コリン           | クリス・エヴァンス               | 加瀬康之   |
| デイジー         | アリ・グレイナー                 | 東條加那子 |
| エヴァ           | ブライス・ダナー                 | 一城みゆ希 |
| ダーリング氏     | エド・ベグリー・ジュニア         | 高岡瓶々   |
| エディ           | オリヴァー・ジャクソン＝コーエン |            |
| アイリーン       | ヘザー・バーンズ                 |            |
| シェイラ         | エリザ・クーペ                   |            |
| ケイティ         | ケイト・シムシズ                 | 高梁碧     |
| ジェイミー       | ティカ・サンプター               |            |
| ロジャー         | ジョエル・マクヘイル             | 内田岳志   |
| ドナルド         | クリス・プラット                 | 櫻井トオル |
| カーラ           | デニース・バシ                   | 合田絵利   |
| リック           | ザカリー・クイント               | 加藤拓二   |
| デイヴ           | マイク・ヴォーゲル               |            |
| サイモン         | マーティン・フリーマン           |            |
| ゲイリー・ペリー | アンディ・サムバーグ             |            |
| ブレット         | トーマス・レノン                 |            |
| トム・パイパー   | アンソニー・マッキー             |            |
| ジャシンダ       | イワナ・ミルセヴィッチ           |            |
| ジェイク         | デイヴ・アナブル                 |            |
| ジェイ           | アジズ・アンサリ                 |            |

- その他の声の吹き替え：加藤優子／里卓哉／中田隼人／ちふゆ／かぬか光明／杉村憲司／坂井恭子／橘凛／成田浬／矢野理香／小川輝晃／野田裕次